# 妹はいいものだ
『妹はいいものだ』（いもうとはいいものだ）は、内村かなめによる日本の4コマ漫画作品。一迅社のウェブサイト『まんが4コマぱれっとonline』にて2012年9月10日から配信開始、また同社の雑誌『まんが4コマぱれっと』で2013年6月号にゲスト掲載された後、同年8月号から2017年1月号まで連載された。

## 書誌情報
- 内村かなめ『妹はいいものだ』一迅社〈4コマKINGSぱれっとコミックス〉、全6巻
  1. 2013年6月22日発売[1]、ISBN 978-4-7580-8176-4
  2. 2014年3月22日発売[2]、ISBN 978-4-7580-8200-6
  3. 2014年10月22日発売[3]、ISBN 978-4-7580-8220-4
  4. 2015年7月22日発売[4]、ISBN 978-4-7580-8244-0
  5. 2016年2月22日発売[5]、ISBN 978-4-7580-8259-4
  6. 2017年2月22日発売[6][7]、ISBN 978-4-7580-8276-1